# أحمد الحفيتي
أحمد علي راشد الحفيتي (مواليد 16 أبريل 1990) لاعب كرة قدم إماراتي يجيد اللعب في الوسط.
لعب سابقاً لأندية دبا الفجيرة والوصل في الفئات السنية وبعدها لعب مع أندية دبا الفجيرة ودبا الحصن والفجيرة و خورفكان .

## روابط خارجية
- أحمد الحفيتي على موقع Soccerway.com (الإنجليزية)
- أحمد الحفيتي على موقع كووورة